# Campagne 2009-2011 de l'équipe de France féminine de football
Chronologie
Campagne 2007-2009 Campagne 2011-2013

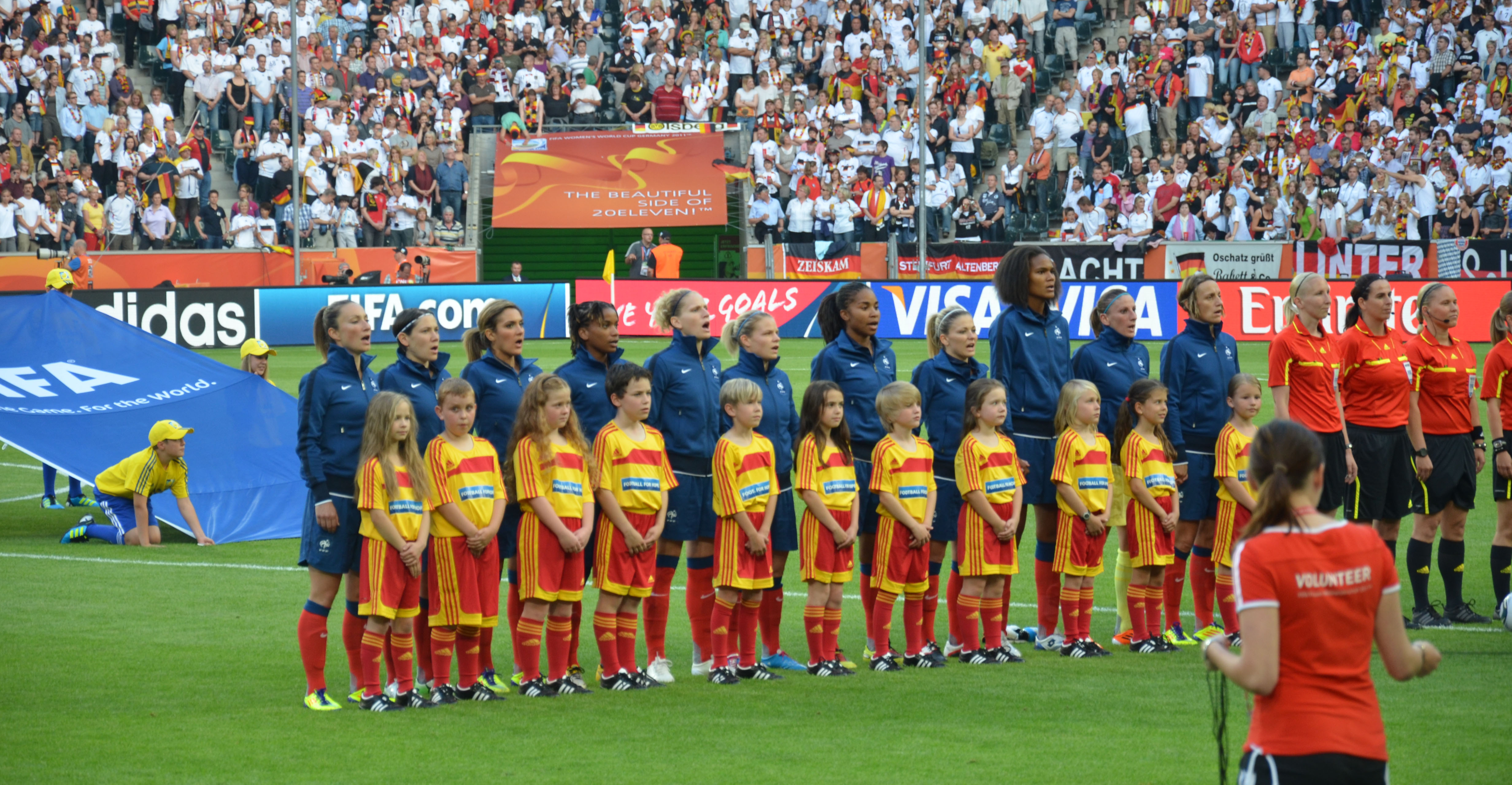
Présentation de l'équipe de France avant son match contre l'Allemagne le 5 juillet 2011

La campagne 2009-2011 de l'équipe de France féminine de football fait suite au Championnat d'Europe de football féminin 2009, et voit la sélection française disputer les éliminatoires de la Coupe du monde en 2009 et 2010 puis la phase finale de la Coupe du monde en Allemagne en juin 2011.
Les Bleues finissent quatrièmes de la Coupe du monde 2011. Si la France s'incline face à l'Allemagne, aux États-Unis et la Suède, il s'agit de la meilleure performance des Bleues lors d'un Mondial, et ce résultat qualifie les Bleues pour les Jeux de Londres à l'été 2012 pour la première fois dans l'histoire du football féminin français. Par ailleurs, le parcours des Bleues a rencontré un certain écho en France, Direct 8 faisant des records d'audience à l'occasion du quart de finale et de la demi-finale.

## Historique

### Contexte

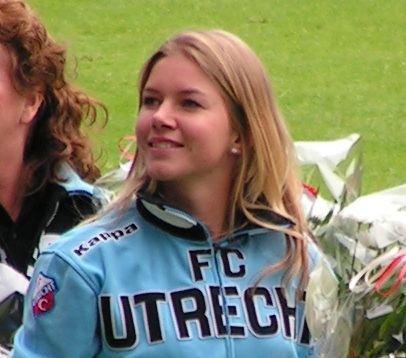
Les Pays-Bas éliminent la France à l'Euro 2009 aux tirs au but sur un dernier but de la joueuse du FC Utrecht Anouk Hoogendijk.

L'équipe de France féminine de football participe pendant l'été 2009 au Championnat d'Europe en Finlande. Le tirage au sort désigne les deux finalistes du championnat d'Europe 2005 dans le groupe de la France — l'Allemagne (tenante du titre et double championne du monde en titre) et la Norvège — ainsi que l'Islande qui de son côté s'est qualifiée par le biais des barrages. Au premier tour, la sélection s'impose lors de son premier match contre l'Islande 3-1 avant de lourdement s'incliner face à l'Allemagne 1-5. Mais elle termine à la deuxième place du groupe grâce à un nul 1-1 face à la Norvège et se qualifie ainsi pour la phase à élimination directe.
En quart de finale, les Bleues sont opposées à l'équipe des Pays-Bas. Au terme d'une rencontre sans but, les Pays-Bas éliminent la France lors de la séance de tirs au but 5-4. Les Françaises dominent la rencontre mais ne parviennent pas à tromper la vigilance de la défense néerlandaise, cette dernière appliquant la tactique de la contre-attaque. Il aura manqué à la France un « brin de folie pour dérouter les Pays-Bas » selon la capitaine Sandrine Soubeyrand qui fêtait sa 140e sélection à l'occasion de ce match. Le sélectionneur Bruno Bini ajoutait pour sa part : « On a évolué face à une équipe ayant refusé le jeu. Je pense qu'on aurait pu jouer pendant dix ans sans réussir à marquer. »

### Éliminatoires de la Coupe du monde

#### Rencontres retour
En vue de la qualification pour la Coupe du monde 2011 en Allemagne, les Françaises ont remporté leurs dix matchs d'éliminatoire, marqué 50 buts et encaissé 0.

#### Match de barrage
Les premiers de chacun des huit groupes des éliminatoires se rencontrent en matchs de barrages en septembre 2010 pour obtenir l'une des quatre places automatiques pour la phase finale. Les perdants de ces barrages se mesurent ensuite le mois suivant afin de déterminer la cinquième équipe qui affronte une sélection de la zone CONCACAF pour gagner le dernier billet pour l'Allemagne.
La France, vainqueur du groupe 1, est opposée à l'équipe d'Italie féminine, vainqueur du groupe 7 devant la Finlande, le Portugal, la Slovénie et l'Arménie. Le match aller, disputé à Besançon le 11 septembre 2010, se termine sur un match nul 0-0. Quatre jours plus tard, le match retour décisif a lieu à Gubbio en Italie. La France l'emporte 3-2 à l'extérieur et se qualifie pour la Coupe du monde 2011.

### Coupe du monde 2011

#### Premier tour
Le 26 juin 2011, pour le compte du premier match de la Coupe du monde 2011 disputée en Allemagne, les Bleues s'imposent 1-0 contre le Nigeria. La première mi-temps est équilibrée, et le changement effectué à la mi-temps par Bruno Bini (sortie de Sandrine Soubeyrand, entrée d'Eugénie Le Sommer) porte ses fruits : le but de Marie-Laure Delie (56e, 1-0) est amené par la nouvelle entrante. Le match est globalement maîtrisé par les Bleues ; la victoire vient récompenser une possession de balle et une maîtrise du jeu supérieure à l'équipe nigériane.
Le 30 juin 2011 à Bochum, les Bleues jouent face à une des meilleures équipes de la zone Concacaf, le Canada. L'équipe de France signe une belle victoire 4-0, avec deux buts de Gaëtane Thiney, le premier de la tête à la suite d'un beau mouvement collectif et à une frappe de Louisa Necib contrée (24e, 1-0); le deuxième d'une frappe sèche des 25 mètres à la suite d'un ballon récupéré dans les pieds canadiens par Marie-Laure Delie (60e, 2-0). Le troisième but français est l’œuvre de Camille Abily qui reprend de la tête un corner de Sandrine Soubeyrand (66e, 3-0), et c'est Élodie Thomis qui parachève le succès français en dribblant la gardienne Erin McLeod sur une belle ouverture de Louisa Necib (83e, 4-0). Cette victoire les qualifie pour les quarts de finale pour la première fois de leur histoire.

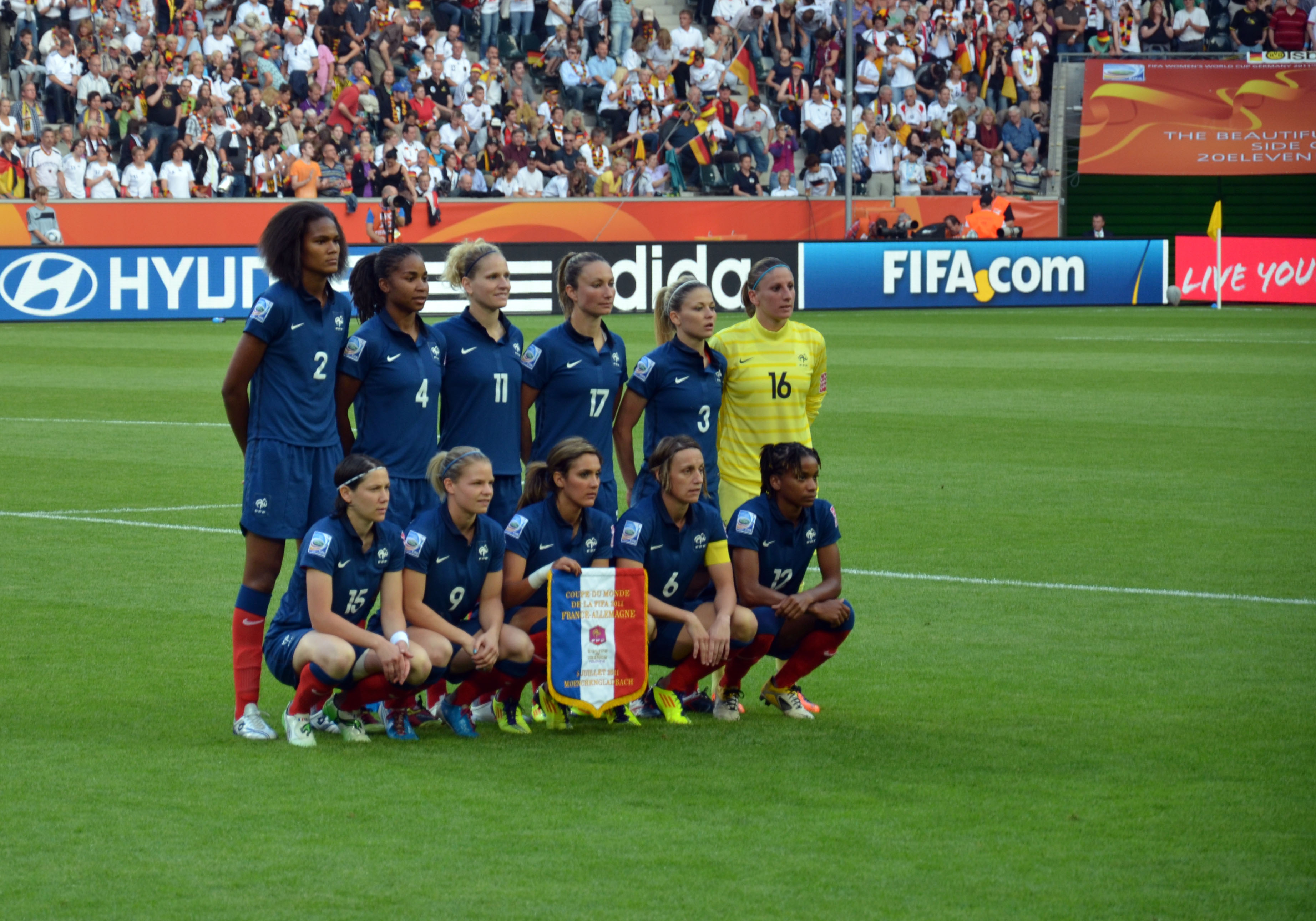
L'équipe de France avant son match de groupe contre l'Allemagne

Le 5 juillet, à Mönchengladbach, les Bleues jouent pour la première place du groupe A face à la grandissime favorite : la Nationalfrauenschaft allemande. Devant 45 000 personnes acquises à la cause allemande, l'équipe de France est menée 2-0 à la mi-temps ; elle revient à 2-1 grâce à Marie-Laure Delie (56e) à la suite d'un corner de Sandrine Soubeyrand. La gardienne Bérangère Sapowicz est cependant exclue à la 65e minute et l'Allemagne marque sur le penalty consécutif au carton rouge. La défenseure centrale Laura Georges réduit une nouvelle fois l'écart à la 72e (3-2), avant que les Allemandes n'enfoncent le clou en fin de match, s'imposant 4-2.
La France termine deuxième de son groupe, avec 6 points, deux victoires et une défaite, et joue contre l'équipe d'Angleterre en quart de finale.

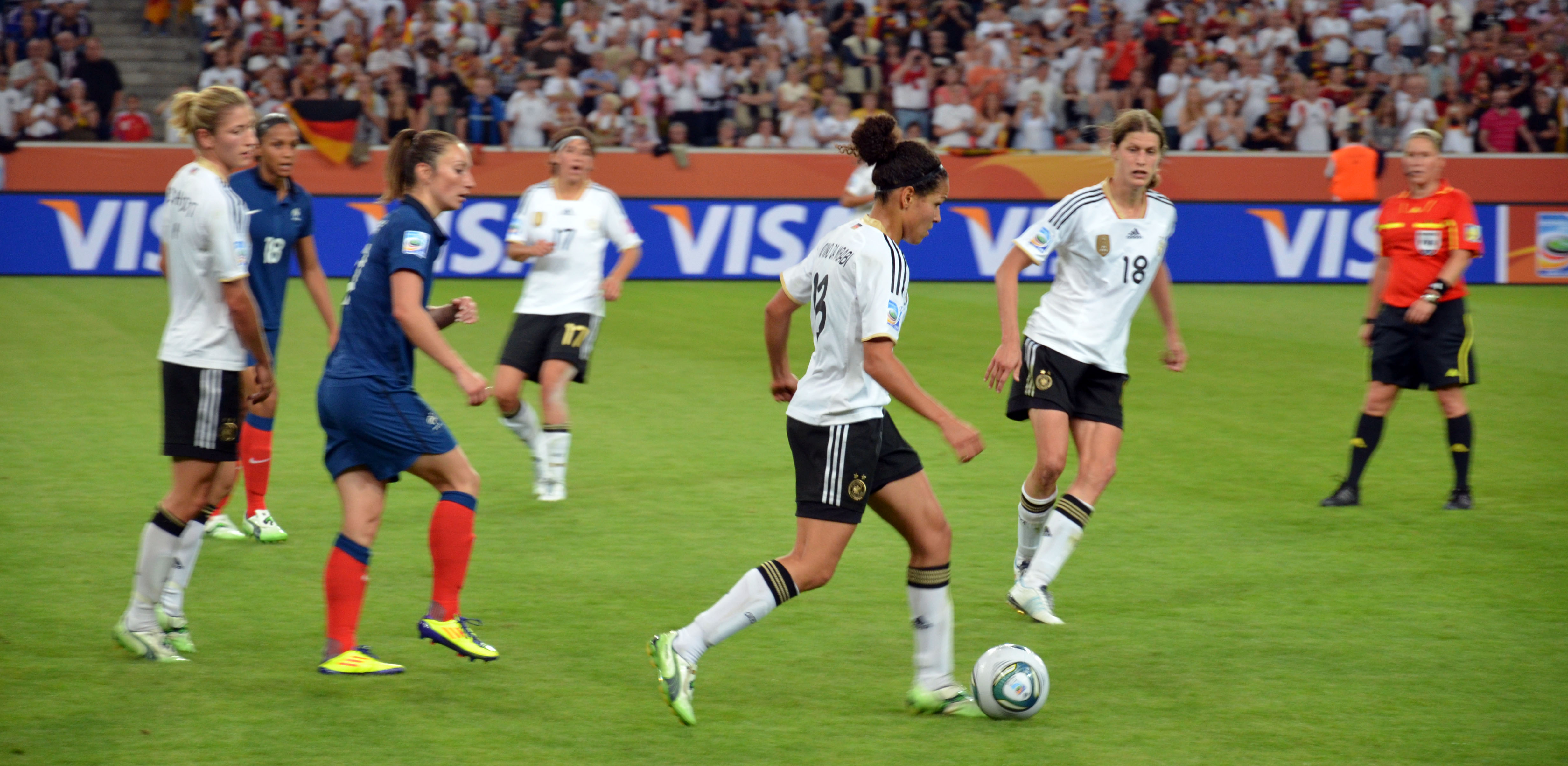
Match France-Allemagne du 5 juillet 2011

| Rang | Équipe    | Pts | J | G | N | P | Bp | Bc | Diff |
| ---- | --------- | --- | - | - | - | - | -- | -- | ---- |
| 1    | Allemagne | 9   | 3 | 3 | 0 | 0 | 7  | 3  | +4   |
| 2    | France    | 6   | 3 | 2 | 0 | 1 | 7  | 4  | +3   |
| 3    | Nigeria   | 3   | 3 | 1 | 0 | 2 | 1  | 2  | -1   |
| 4    | Canada    | 0   | 3 | 0 | 0 | 3 | 1  | 7  | -6   |

     Équipe qualifiée ou victorieuse ; Pts = points ; J = joués ; G = gagnés ; N = nuls ; P = perdus

Bp = buts pour ; Bc = buts contre ; Diff = différence de buts

#### Quart de finale
Le 9 juillet, à Leverkusen, les Bleues sont opposées aux Anglaises. Après une chaude alerte après vingt secondes devant le but de Céline Deville qui remplace Bérangère Sapowicz suspendue, les Bleues prennent rapidement la mesure de leur adversaire, en imposant leur jeu. Leurs actions ne sont toutefois pas concrétisées et sur un contre, c'est Scott qui profite d'une mésentente entre Laure Lepailleur et Sabrina Viguier pour ouvrir le score (59e, 1-0). Menées, les Bleues poussent, notamment avec Marie-Laure Delie et Elodie Thomis entrée en jeu et parviennent à égaliser en toute fin de match sur une frappe des 25 mètres d'Élise Bussaglia (88e, 1-1). La prolongation ne change rien, la domination française est stérile, la fatigue se fait sentir ; les Bleues ne passent pas loin de la correctionnelle en deuxième mi-temps de la prolongation, le contre d'Ellen White terminant dans le petit filet. Les deux équipes vont devoir se départager aux tirs au but ; et malgré l'échec de Camille Abily, les Bleues se qualifient, le cinquième tir de l'Angleterre échouant sur la transversale. Les Bleues remportent un match qu'elles ont totalement dominé et se qualifient pour les demi-finales. 
| Match 26             | Angleterre                                 | 1 – 1 ap          | France                                             | BayArena, Leverkusen                             |                                                  |
| 9 juillet 2011 18:00 | Scott 59e                                  | (0 – 0)           | 88e Bussaglia                                      | Spectateurs : 26 395 Arbitrage : Jenny Palmqvist | Spectateurs : 26 395 Arbitrage : Jenny Palmqvist |
| 9 juillet 2011 18:00 | Rapport                                    |                   |                                                    | Spectateurs : 26 395 Arbitrage : Jenny Palmqvist | Spectateurs : 26 395 Arbitrage : Jenny Palmqvist |
| 9 juillet 2011 18:00 | Smith · Carney · Stoney · Rafferty · White | Tirs au but 3 – 4 | Abily · Bussaglia · Thiney · Bompastor · Le Sommer | Spectateurs : 26 395 Arbitrage : Jenny Palmqvist | Spectateurs : 26 395 Arbitrage : Jenny Palmqvist |

#### Demi-finale
Le 13 juillet, à Mönchengladbach, les joueuses de Bruno Bini jouent leur première demi-finale de Coupe du monde face aux États-Unis. Elles encaissent rapidement un but par Lauren Cheney (9e, 0-1) mais réussissent à mettre en place leur jeu ; elles sont récompensées en égalisant par l'intermédiaire de Sonia Bompastor : son centre en direction de Gaëtane Thiney n'est touché par personne et trompe Hope Solo, la gardienne américaine (55e, 1-1). Les Bleues ont l'occasion d'enfoncer le clou mais se font surprendre sur un corner repris victorieusement par Abby Wambach (79e, 1-2). Alex Morgan inscrit le troisième but américain trois minutes plus tard (82e, 1-3).
| Match 30              | France        | 1 – 3   | États-Unis                           | Borussia-Park, Mönchengladbach                   |                                                  |
| 13 juillet 2011 18:00 | Bompastor 55e | (0 – 1) | 9e Cheney · 79e Wambach · 82e Morgan | Spectateurs : 25 676 Arbitrage : Kirsi Heikkinen | Spectateurs : 25 676 Arbitrage : Kirsi Heikkinen |
| 13 juillet 2011 18:00 | Rapport       |         |                                      | Spectateurs : 25 676 Arbitrage : Kirsi Heikkinen | Spectateurs : 25 676 Arbitrage : Kirsi Heikkinen |

#### Match pour la troisième place

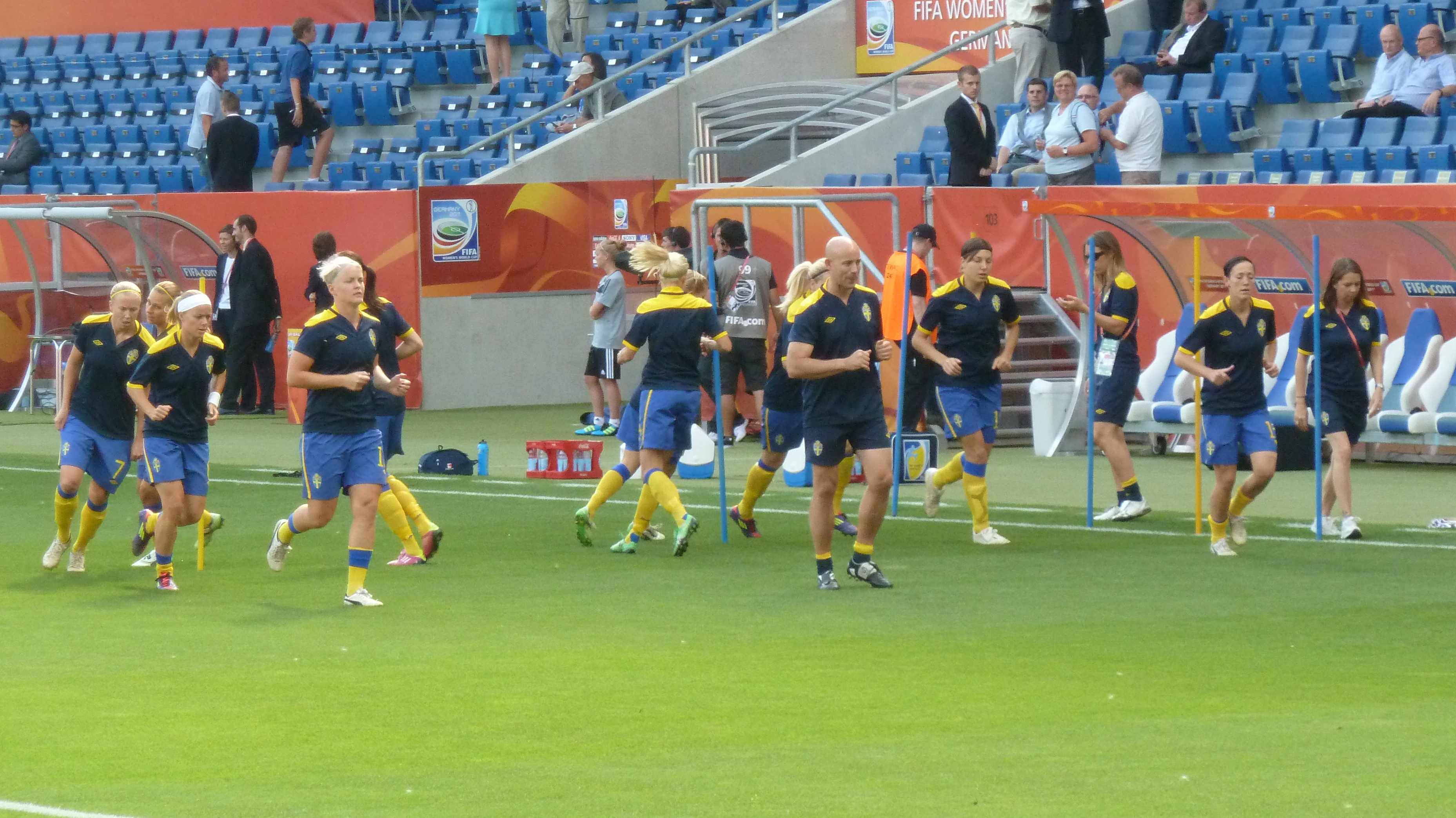
L'équipe suédoise avant la rencontre

Le 16 juillet, à Sinsheim, les Bleues jouent la « petite finale » pour la troisième place contre la Suède. L'équipe de Bruno Bini est menée à la 30e minute sur un but de Lotta Schelin, et l'entraîneur français doit procéder à deux changements à la suite de ce but : la gardienne Bérangère Sapowicz se tord la cheville sur l'action du but en se réceptionnant mal, et est remplacée par Céline Deville ; la meneuse de jeu Louisa Necib doit également sortir sur blessure et est remplacée par Élodie Thomis. Coaching gagnant puisque cette dernière égalisera en début de deuxième mi-temps (56e, 1-1). Usées par la fatigue, les joueuses n'arrivent pas à prendre le dessus sur les Suédoises, et c'est Marie Hammarström qui inscrit le but de la victoire suédoise (82e, 1-2).
| Match 31              | Suède                                      | 2 – 1   | France     | Rhein-Neckar-Arena, Sinsheim                |                                             |
| 16 juillet 2011 17:30 | Schelin 29e · Öqvist 68e · Hammarström 82e | (1 – 0) | 56e Thomis | Spectateurs : 25 475 Arbitrage : Kari Seitz | Spectateurs : 25 475 Arbitrage : Kari Seitz |
| 16 juillet 2011 17:30 | Rapport                                    |         |            | Spectateurs : 25 475 Arbitrage : Kari Seitz | Spectateurs : 25 475 Arbitrage : Kari Seitz |

#### Bilan
Les Bleues finissent quatrièmes de la Coupe du monde 2011. Si la France s'incline face à l'Allemagne, aux États-Unis et la Suède, il s'agit de la meilleure performance des Bleues lors d'un Mondial, et les joueuses sont qualifiées pour les Jeux de Londres à l'été 2012 pour la première fois dans l'histoire du football féminin français.
Par ailleurs, le parcours des Bleues a rencontré un certain écho en France, Direct 8 faisant des records d'audience à l'occasion du quart de finale et de la demi-finale

## L'équipe

### Sélectionneur
Le sélectionneur de l'équipe de France est Bruno Bini. Il est nommé à ce poste le 16 février 2007 après avoir mené l'équipe de France féminine des moins de 19 ans au titre européen en 2003. L'objectif de Bruno Bini est alors de qualifier la sélection au championnat d'Europe 2009 et d'y atteindre les quarts de finale. Ayant atteint l'objectif fixé, il dirige l'équipe de France pour la campagne 2009-2011.

### Joueuses utilisées
Le tableau suivant recense, pour chaque rencontre, le nombre de minutes disputé par chaque joueuse. L'indication r signifie que la joueuse est entrée en jeu en cours de match.
| Adversaire          |                 |                 |                 |                 |                 |                 |                 |                 |                 |                 |                 |                 |                 |                 |                 |                 |                 |                 |                 |                 |                 |                 |                 |                 |                 |     |     |     |
| Compétition         | Q.              | Q.              | Q.              | Q.              | A.              | Q.              | Q.              | A.              | Q.              | Q.              | Q.              | Q.              | Q.              | Q.              | A.              | T.              | T.              | T.              | T.              | A.              | A.              | A.              | C.              | C.              | C.              | C.  | C.  | C.  |
| Gardiens de but     | Gardiens de but | Gardiens de but | Gardiens de but | Gardiens de but | Gardiens de but | Gardiens de but | Gardiens de but | Gardiens de but | Gardiens de but | Gardiens de but | Gardiens de but | Gardiens de but | Gardiens de but | Gardiens de but | Gardiens de but | Gardiens de but | Gardiens de but | Gardiens de but | Gardiens de but | Gardiens de but | Gardiens de but | Gardiens de but | Gardiens de but | Gardiens de but | Gardiens de but |     |     |     |
| ------------------- | --------------- | --------------- | --------------- | --------------- | --------------- | --------------- | --------------- | --------------- | --------------- | --------------- | --------------- | --------------- | --------------- | --------------- | --------------- | --------------- | --------------- | --------------- | --------------- | --------------- | --------------- | --------------- | --------------- | --------------- | --------------- | --- | --- | --- |
| Sarah Bouhaddi      |                 |                 |                 |                 |                 |                 |                 |                 |                 |                 |                 |                 |                 |                 |                 |                 |                 | 90              |                 |                 |                 |                 |                 |                 |                 |     |     |     |
| Céline Deville      | 90              |                 |                 |                 | r45             |                 |                 | r45             |                 | 90              |                 |                 |                 |                 | 90              |                 | 90              |                 |                 | r45             |                 | r45             |                 |                 | r24             | 120 |     | r58 |
| Laëtitia Philippe   |                 |                 |                 | r5              |                 |                 |                 |                 |                 |                 |                 |                 |                 |                 |                 |                 |                 |                 |                 |                 |                 |                 |                 |                 |                 |     |     |     |
| Bérangère Sapowicz  |                 | 90              | 90              | 85              | 45              | 90              | 90              | 45              | 90              |                 | 90              | 90              | 90              | 90              |                 | 90              |                 |                 | 90              | 45              | 90              | 45              | 90              | 90              | 64              |     | 90  | 32  |
| Défenseurs          |                 |                 |                 |                 |                 |                 |                 |                 |                 |                 |                 |                 |                 |                 |                 |                 |                 |                 |                 |                 |                 |                 |                 |                 |                 |     |     |     |
| Sonia Bompastor     |                 | 90              |                 | 90              | 90              | 90              | 79              |                 | 79              | 90              | 90              | 90              | 90              | 90              | 90              | 90              | 90              | r27             | 90              | 75              | 90              | 57              | 90              | 90              |                 | 120 | 90  | 90  |
| Laure Boulleau      |                 |                 | 90              |                 | 45              |                 | r11             | 79              | r11             |                 | r2              |                 | r5              |                 |                 |                 |                 | 63              | r22             | r30             |                 | r33             |                 | r12             | 90              |     |     |     |
| Sandrine Dusang     |                 | 90              | 90              |                 |                 |                 |                 |                 |                 |                 |                 |                 |                 | 90              |                 |                 |                 | 45              | 45              |                 |                 |                 |                 |                 |                 |     |     |     |
| Corine Franco       | 90              | 90              | 90              | 90              | 90              | 90              | 90              | 52              | 45              | 90              | 90              | 90              | 90              | 90              |                 |                 |                 |                 |                 | 90              | 45              | 40              |                 |                 |                 |     |     | 83  |
| Laura Georges       |                 | 90              | 90              | 90              | 11              |                 |                 | 90              | 90              | 90              | 90              | 90              | 90              | 90              | 45              |                 | 90              | 90              | 90              | 70              | 59              | 57              | 90              | 90              | 90              | 120 | 90  | 90  |
| Laure Lepailleur    | 90              |                 |                 | r15             | 90              | 90              |                 | r38             |                 |                 |                 |                 |                 |                 | r36             | 90              | 90              | r14             | r45             | r20             | r31             | r50             | r22             | 90              | 90              | 120 | 90  |     |
| Ophélie Meilleroux  | 73              | 90              |                 | 90              | r79             | 90              | 90              | 59              | 90              | 66              | 90              | 45              |                 | 90              | 54              | 90              | 76              |                 |                 |                 | 75              | r21             | 90              |                 |                 |     | 90  |     |
| Wendie Renard       |                 |                 |                 |                 |                 |                 |                 |                 |                 |                 |                 |                 |                 |                 |                 | 54              | r14             | 90              | 90              | 75              | r45             | 69              | 68              |                 | 90              |     |     | 90  |
| Siga Tandia         |                 |                 | r13             |                 | 90              |                 |                 | r11             |                 |                 |                 |                 |                 |                 |                 |                 |                 |                 |                 |                 |                 |                 |                 |                 |                 |     |     |     |
| Sabrina Viguier     |                 |                 |                 |                 |                 | r11             |                 | r31             |                 | r24             |                 | r16             |                 |                 | r45             | r36             |                 | r45             |                 | r15             | r15             | r33             |                 | 90              |                 | 120 |     |     |
| Milieux de terrain  |                 |                 |                 |                 |                 |                 |                 |                 |                 |                 |                 |                 |                 |                 |                 |                 |                 |                 |                 |                 |                 |                 |                 |                 |                 |     |     |     |
| Camille Abily       | r45             | 88              | 72              | 90              | 90              | 79              | 90              |                 | 90              |                 | 90              | 90              | 90              | 90              | 67              | 90              | 81              | 45              | 90              | 47              | 90              | 45              | 90              | 81              | r45             | 120 | 90  | 90  |
| Delphine Blanc      |                 |                 |                 |                 |                 |                 | 58              |                 |                 |                 |                 |                 |                 |                 |                 |                 |                 |                 |                 |                 |                 |                 |                 |                 |                 |     |     |     |
| Élise Bussaglia     |                 | 90              |                 | 90              |                 | 90              | 90              | 90              | 90              | 90              | 90              | 90              | 90              | 90              | 90              | 90              | 90              | 90              | 90              | 90              | 90              | 45              | 90              | 90              | 90              | 120 | 90  | 90  |
| Amélie Coquet       |                 |                 |                 |                 | r26             |                 |                 | r38             |                 |                 |                 |                 |                 |                 |                 |                 |                 |                 |                 |                 |                 |                 |                 |                 |                 |     |     |     |
| Ludivine Diguelman  | r35             |                 |                 |                 |                 |                 |                 |                 |                 |                 |                 |                 |                 |                 |                 |                 |                 |                 |                 |                 |                 |                 |                 |                 |                 |     |     |     |
| Amandine Henry      | 90              |                 |                 |                 |                 | 90              | r32             | 59              | r45             |                 |                 |                 |                 | 45              | 90              |                 |                 |                 |                 |                 |                 |                 |                 |                 |                 |     |     |     |
| Eugénie Le Sommer   | 90              | r7              | r18             |                 | r45             | 79              | 90              | 90              | 90              | 90              | r20             | r45             | 90              | r45             | 67              | 64              | r20             | 45              | r45             | 53              | 90              | r45             | r45             | r9              | 66              | r15 | r45 | 90  |
| Louisa Nécib        |                 | 90              | 90              | 67              | 90              | 90              | 90              | 52              | 90              | 45              | 70              | 90              | 67              | 90              | 90              | 90              | 90              | r45             | 68              | 60              | 45              | 90              | 90              | 90              | 45              | 78  | 90  | 32  |
| Caroline Pizzala    |                 |                 |                 |                 |                 |                 |                 |                 |                 |                 |                 |                 |                 |                 | r36             | r14             | r23             | 63              | r22             | r15             | r31             | r21             |                 |                 |                 |     |     | r7  |
| Melissa Plaza       | 55              |                 |                 |                 |                 |                 |                 |                 |                 |                 |                 |                 |                 |                 |                 |                 |                 |                 |                 |                 |                 |                 |                 |                 |                 |     |     |     |
| Sandrine Soubeyrand | 90              | r2              | 77              | 75              | 64              | 45              | 90              | 90              | 60              | 90              | 90              | 74              | 90              |                 | 54              | 76              | 67              | r27             | 68              | 90              | 45              | 69              | 45              | 90              | 90              | 66  | 76  | 90  |
| Gaëtane Thiney      | 90              | 83              | 90              | 90              | 64              |                 | 67              |                 | 90              | 90              | 79              | 90              | 90              | 90              | 42              | 76              | 90              | r45             | 45              | 90              | 59              | 90              | 56              | 78              | 90              | 120 | 90  | 90  |
| Attaquants          |                 |                 |                 |                 |                 |                 |                 |                 |                 |                 |                 |                 |                 |                 |                 |                 |                 |                 |                 |                 |                 |                 |                 |                 |                 |     |     |     |
| Sandrine Brétigny   | r17             |                 |                 |                 |                 |                 |                 |                 |                 |                 |                 |                 |                 |                 |                 |                 |                 |                 |                 | r37             | r15             | r33             |                 |                 |                 | r27 |     |     |
| Pauline Crammer     |                 |                 |                 |                 |                 |                 |                 |                 |                 |                 |                 |                 |                 |                 | r48             |                 |                 |                 |                 |                 |                 |                 |                 |                 |                 |     |     |     |
| Marie-Laure Delie   | 45              |                 | r32             | r23             | r26             | r45             | r23             | 45              | r30             | r45             | r11             | r45             | r23             |                 | r23             | r14             | r9              | 90              | 90              | r43             | r45             | 57              | 90              | 73              | r45             | 120 | 45  |     |
| Candie Herbert      |                 |                 | 58              |                 |                 | r11             |                 | r31             |                 | r24             |                 |                 |                 |                 |                 |                 |                 |                 |                 |                 |                 |                 |                 |                 |                 |     |     |     |
| Élodie Thomis       | 90              | 90              | 90              | 90              |                 |                 |                 |                 |                 | 66              | 88              | 45              | 85              |                 | r23             | r26             | 70              | 76              |                 |                 | r30             | r45             | r34             | r17             | 45              | r54 | r14 | r58 |
| Laëtitia Tonazzi    |                 |                 |                 |                 |                 |                 |                 | r45             |                 |                 |                 |                 |                 |                 |                 |                 |                 |                 |                 |                 |                 |                 |                 |                 |                 |     |     |     |
|                     |                 |                 |                 |                 |                 |                 |                 |                 |                 |                 |                 |                 |                 |                 |                 |                 |                 |                 |                 |                 |                 |                 |                 |                 |                 |     |     |     |
| Compétition         | Q.              | Q.              | Q.              | Q.              | A.              | Q.              | Q.              | A.              | Q.              | Q.              | Q.              | Q.              | Q.              | Q.              | A.              | T.              | T.              | T.              | T.              | A.              | A.              | A.              | C.              | C.              | C.              | C.  | C.  | C.  |
| Adversaire          |                 |                 |                 |                 |                 |                 |                 |                 |                 |                 |                 |                 |                 |                 |                 |                 |                 |                 |                 |                 |                 |                 |                 |                 |                 |     |     |     |

- A. = Match amical
- Q. = Qualification Coupe du monde 2011
- T. = Tournoi de Chypre
- C. = Coupe du monde 2011

### Sélection pour la Coupe du monde 2011
Le sélectionneur Bruno Bini dévoile le 6 juin 2011 la liste des 21 joueuses sélectionnées pour la Coupe du monde 2011.

## Statistiques

### Matchs de la campagne 2009-2011
Le tableau suivant liste les rencontres de l'équipe de France lors de la campagne 2009-2011,. Le nombre de buts marqués par l'équipe de France est indiqué en premier dans le score.
| No | Date              | Lieu             | Adversaire           | Score        | Comp. | Buteuse(s) France | Buteuse(s) adversaire                                   |
| -- | ----------------- | ---------------- | -------------------- | ------------ | ----- | --- | ------------------------------------------------------- |
| 1  | 23 septembre 2009 | Zaprešić         | Croatie              | 7-0          | Q.    | Soubeyrand (26), Franco (38, 55), Delie (45+2), Le Sommer (65), Abily (73), Thomis (90+3)                                         | -                                                       |
| 2  | 24 octobre 2009   | Lyon             | Islande              | 2-0          | Q.    | Thiney (23), Thomis (79) | -                                                       |
| 3  | 28 octobre 2009   | Le Havre         | Estonie              | 12-0         | Q.    | Herbert (27, 57), Nécib (31), Abily (36), Thiney (37, 41, 47), Franco (40), Thomis (79), Delie (80, 90+1), Prants (de) (90+3 csc) | -                                                       |
| 4  | 21 novembre 2009  | Inđija           | Serbie               | 2-0          | Q.    | Thiney (27), Abily (45+3) | -                                                       |
| 5  | 25 février 2010   | Dublin           | République d'Irlande | 2-1          | A.    | Bompastor (52), Delie (84) | Roche (78)                                              |
| 6  | 27 mars 2010      | Boulogne-sur-Mer | Irlande du Nord      | 6-0          | Q.    | Franco (32), Bompastor (34), Le Sommer (47), Delie (50), Nécib (54), Hutton (71 csc)                                              | -                                                       |
| 7  | 31 mars 2010      | Belfast          | Irlande du Nord      | 4-0          | Q.    | Bompastor (17), Abily (19), Le Sommer (52), Delie (90)                                                                            | -                                                       |
| 8  | 5 mai 2010        | Bâle             | Suisse               | 2-0          | A.    | Henry (29), Soubeyrand (48) | -                                                       |
| 9  | 20 juin 2010      | Besançon         | Croatie              | 3-0          | Q.    | Thiney (22), Le Sommer (57), Delie (62)                                                                                           | -                                                       |
| 10 | 23 juin 2010      | Tallinn          | Estonie              | 6-0          | Q.    | Thiney (21), Thomis (53), Bussaglia (54), Le Sommer (60), Delie (62, 90)                                                          | -                                                       |
| 11 | 21 août 2010      | Reykjavik        | Islande              | 1-0          | Q.    | Thiney (59) | -                                                       |
| 12 | 25 août 2010      | Troyes           | Serbie               | 7-0          | Q.    | Thomis (5), Thiney (32, 63, 88), Bussaglia (45), Delie (60), Abily (79)                                                           | -                                                       |
| 13 | 11 septembre 2010 | Besançon         | Italie               | 0-0          | Q.    | - | -                                                       |
| 14 | 15 septembre 2010 | Gubbio           | Italie               | 3-2          | Q.    | Bussaglia (53), Thiney (57), Bompastor (90+2)                                                                                     | Panico (34), Domenichetti (90+3)                        |
| 15 | 19 novembre 2010  | Angers           | Pologne              | 5-0          | A.    | Le Sommer (1), Nécib (7, 40), Lepailleur (70, 73)                                                                                 | -                                                       |
| 16 | 2 mars 2011       | Nicosie          | Suisse               | 2-0          | T.    | Thiney (23), Abily (55) | -                                                       |
| 17 | 4 mars 2011       | Larnaca          | Pays-Bas             | 1-2          | T.    | Abily (7) | Slegers (nl) (5), Melis (73)                            |
| 18 | 7 mars 2011       | Nicosie          | Nouvelle-Zélande     | 5-2          | T.    | Delie (16, 21, 82), Le Sommer (25), Bussaglia (84)                                                                                | Dusang (6 csc), Green (31)                              |
| 19 | 9 mars 2011       | Nicosie          | Écosse               | 3-0          | T.    | Delie (30, 73, 85) | -                                                       |
| 20 | 18 mai 2011       | Brest            | Écosse               | 1-1          | A.    | Bussaglia (44) | Ross (14)                                               |
| 21 | 15 juin 2011      | Nieuport         | Belgique             | 2-1          | A.    | Delie (57, 84) | Onzia (55)                                              |
| 22 | 18 juin 2011      | Calais           | Belgique             | 7-0          | A.    | Delie (13, 39, 41), Abily (18), Thomis (60), Nécib (67), Brétigny (69)                                                            | -                                                       |
| 23 | 26 juin 2011      | Sinsheim         | Nigeria              | 1-0          | C.    | Delie (56) | -                                                       |
| 24 | 30 juin 2011      | Bochum           | Canada               | 4-0          | C.    | Thiney (24, 60), Abily (66), Thomis (83)                                                                                          | -                                                       |
| 25 | 5 juillet 2011    | Mönchengladbach  | Allemagne            | 2-4          | C.    | Delie (57), Georges (72) | Garefrekes (25), Grings (32, 68), Okoyino da Mbabi (88) |
| 26 | 9 juillet 2011    | Leverkusen       | Angleterre           | 1-1, 4-3 tab | C.    | Bussaglia (87) | Scott (59)                                              |
| 27 | 13 juillet 2011   | Mönchengladbach  | États-Unis           | 1-3          | C.    | Bompastor (55) | Cheney (9), Wambach (79), Morgan (82)                   |
| 28 | 16 juillet 2011   | Sinsheim         | Suède                | 1-2          | C.    | Thomis (56) | Schelin (28), Hammarström (82)                          |

| Score : - G = Match gagné - N = Match nul - P = Match perdu | Compétition : - A. = Match amical - Q. = Qualification Coupe du monde 2011 - T. = Tournoi de Chypre, amical - C. = Coupe du monde 2011 |

## Médias
Dans les années 2000, l'équipe de France féminineest ignorée par les médias français. Son sélectionneur Bruno Bini constate lors de l'Euro 2009 l'absence totale de médias français à l'occasion de cette compétition et a « le sentiment que les journalistes sportifs ne trouvent pas dignes d'intérêt le football féminin ». Les matchs de l'équipe de France lors de l'Euro 2009 sont diffusés sur la chaîne Eurosport, au premier tour, deux matchs y sont en direct (contre l'Islande et l'Allemagne) tandis que le match contre la Norvège est en différé. Après cet Euro 2009, la chaîne Direct 8, qui a acquis les droits télévisuels, s'engage à retransmettre au moins trois matchs de l'équipe de France par saison sur la période 2009-2013.
Devant l’indifférence des médias, la Fédération française de football avait lancé en 2009 une campagne de promotion. Elle faisait poser nues quatre joueuses de l'équipe de France avec ce message : « Faut-il en arriver là pour que vous veniez nous voir jouer ? ». 
La campagne eut un certain impact mais il n’est pas sûr qu’elle ait valorisé les qualités sportives des joueuses, au grand désespoir de leur entraîneur : « Nous n’avons jamais eu autant de demandes d’interviews que depuis la publication de ces photos. Ça prouve qu’on est dans un monde de machos et de “beaufs” ». Dans la même veine, la FFF a nommé en 2010 Adriana Karembeu ambassadrice du football féminin. Le choix d’une femme de joueur et mannequin illustre pour certaines observatrices que la pratique sportive de haut niveau reste considérée comme illégitime pour les femmes que l’on assigne sans cesse à un corps érotisé sur le mode de la disponibilité et de la fragilité.
L'espoir nait pourtant de l'excellent parcours des Bleues en éliminatoire de la Coupe du monde 2011 qui s'est conclu le mercredi 25 août 2010 par une victoire 7-0 sur la Serbie, devant une moyenne de 670 000 téléspectateurs sur la chaîne Direct 8.